# Crying (альбом)
Crying — третий студийный альбом американского певца Роя Орбисона, вышедший в  1962 году на лейбле Monument Records. 

## Список композиций
Авторы всех песен альбома Рой Орбисон и Джо Мелсон (кроме указанных дополнительно).
1. «Crying»
2. «The Great Pretender» (Бак Рам)
3. «Love Hurts» (Будло Брайант)
4. «She Wears My Ring» (Фелис и Будлё Брайант)
5. «Wedding Day»
6. «Summersong»
7. «Dance»
8. «Lana»
9. «Loneliness»
10. «Let’s Make A Memory»
11. «Nite Life»
12. «Running Scared»

Ремастированная версия альбома, вышедшая в 2006 году, включает в себя 4 дополнительные композиции.
Бонус-треки
1. «Candy Man»
2. «Let The Good Times Roll»
3. «Dream Baby (How Long Must I Dream)»
4. «The Actress»